# Gouex
Gouex település Franciaországban, Vienne megyében. Lakosainak száma 473 fő (2022. január 1.). Gouex Bouresse, Lussac-les-Châteaux, Mazerolles, Persac és Queaux községekkel határos.

## Népesség
A település népességének változása:
| Lakosok száma | 494  | 505  | 510  | 491  | 479  | 467  | 467  | 467  | 473  |
|               | 2013 | 2015 | 2016 | 2017 | 2018 | 2019 | 2020 | 2021 | 2022 |